# Meurtre dans les dunes
Pour plus de détails, voir Fiche technique et Distribution.
Meurtre dans les dunes (Acque amare) est un film dramatique italien réalisé par Sergio Corbucci, sorti en 1954.

## Fiche technique
Sauf indication contraire, les informations mentionnées dans cette section peuvent être confirmées par la base de données cinématographiques IMDb,  présente dans la section « Liens externes ».
- Titre français : Meurtre dans les dunes[1]
- Titre original : Acque amare
- Réalisation : Sergio Corbucci
- Scénario : Sergio Corbucci et Nino Stresa
- Photographie : Bitto Albertini
- Pays d'origine :  Italie
- Format : Noir et blanc - Mono
- Genre : film dramatique
- Durée : 81 minutes (1 h 21)
- Dates de sortie :
  - Italie : 3 octobre 1954
  - France : 22 août 1959[1]

## Distribution
- Milly Vitale : Mara
- Narciso Parigi : Valerio
- Piero Lulli : Leo Ferri
- Mirella Uberti : Daniela
- John Kitzmiller : Mezzanotte
- Vittorio Vaser : Oncle Mario
- Folco Lulli